# Миннеконжу

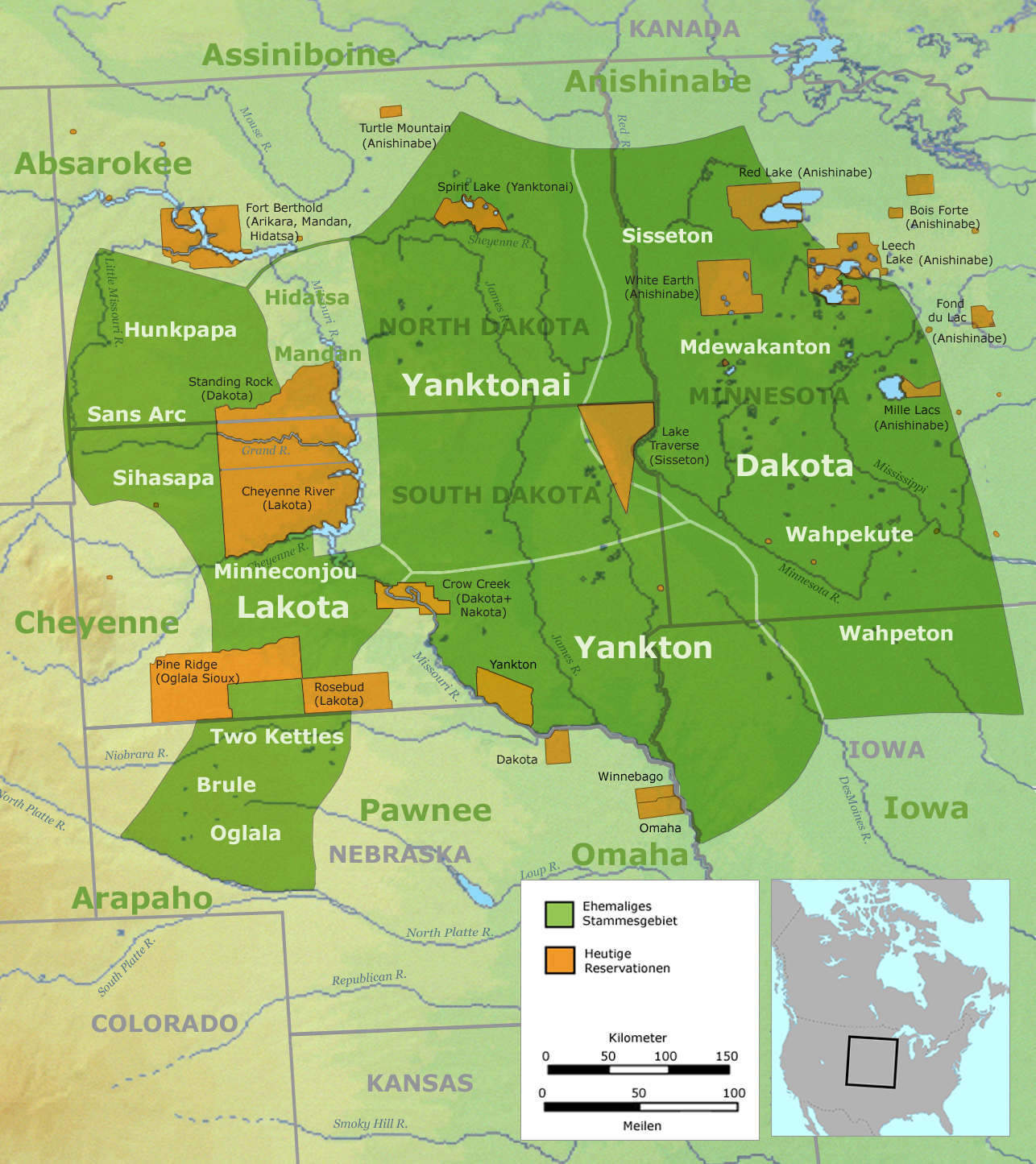
Историческая область расселения миннеконжу и соседних племён.

Миннеко́нжу, минико́нжу — индейское племя языковой семьи сиу. Входит в состав народа лакота. Название племени происходит от слова на языке лакота и означает Сажающие семена у речных берегов.

## История

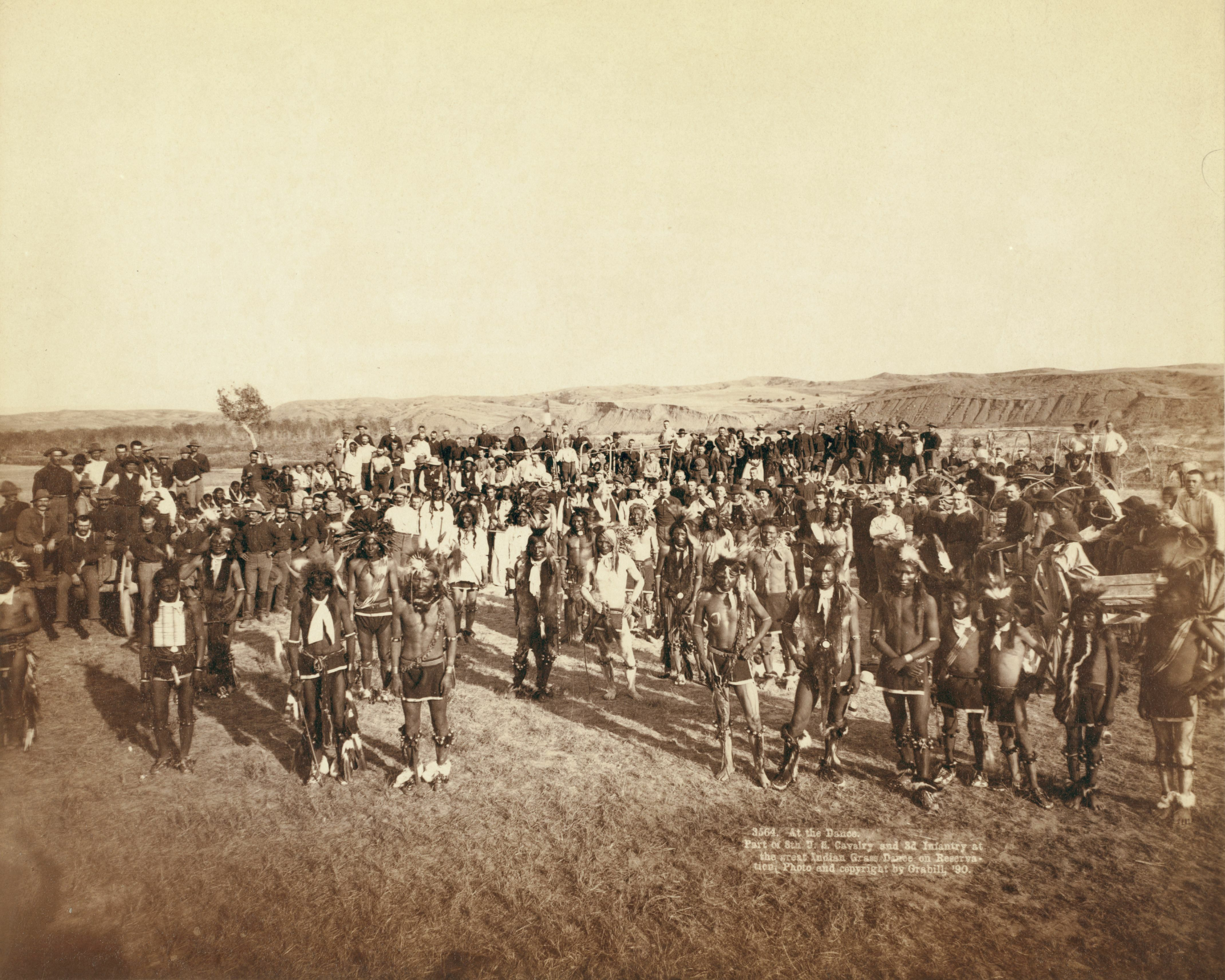
Группа Большой Ноги, миннеконжу, 1890 год.

В первой половине XIX века миннеконжу кочевали по берегам рек Моро, Шайенн и Платт. Они часто были более агрессивны к белым людям, чем остальные племена сиу, и считались наиболее дикими из них. Их отношение к торговцам всегда было враждебно. 
Первое серьёзное столкновение между лакота и армией США произошло 19 августа 1854 года. Воин миннеконжу, находившийся в лагере брюле, убил оставленную белым переселенцем корову, и тот пожаловался командиру форта Ларами. Мирно уладить конфликт не получилось, в результате чего произошла битва, известная как Резня Граттана или Битва Граттана в селение брюле. Война с американцами продолжалась до 1890 года. Миннеконжу принимали активное участие во многих сражениях с солдатами США.
Сегодня миннеконжу и их потомки  проживают в резервации Шайенн-Ривер в Южной Дакоте, вместе с итазипчо, сихасапа и охенонпа. Перепись 2000 года показала их общую численность в 9064 человека.

## Известные представители
- Большая Нога — вождь миннеконжу, погиб в бойне на ручье Вундед-Ни